# Pandercetes macilentus
Pandercetes macilentus là một loài nhện trong họ Sparassidae.
Loài này thuộc chi Pandercetes. Pandercetes macilentus được Tord Tamerlan Teodor Thorell miêu tả năm 1895.